# Mbomo
Mbomo est une ville de République du Congo, chef-lieu du district du même nom, le plus septentrional de la région de la Cuvette-Ouest. Elle se trouve à une trentaine de kilomètres de la frontière avec le Gabon, et à proximité immédiate du parc national d'Odzala-Kokoua .